# Maikel Chang
Maikel Chang, né le 18 avril 1991 à La Havane, est un footballeur international cubain. Il joue au poste de milieu de terrain avec le Real Salt Lake en MLS.

## Biographie
Le 11 octobre 2012 avec deux de ses coéquipiers de l'équipe nationale cubaine, Chang fait défection et abandonne son équipe et son pays à la veille d'un match contre le Canada à Toronto. Fin novembre, les trois hommes réalisent un essai avec le Battery de Charleston et sont confirmés pour la reprise en janvier 2013